# Třebešov
Třebešov (en allemand : Trebeschau) est une commune du district de Rychnov nad Kněžnou, dans la région de Hradec Králové, en République tchèque. Sa population s'élevait à 289 habitants en 2020.

## Géographie
Třebešov se trouve à 6 km au nord-nord-ouest de Kostelec nad Orlicí, à 6 km à l'ouest de Rychnov nad Kněžnou, à 28 km à l'est-sud-est de Hradec Králové et à 127 km à l'est-nord-est de Prague.
La commune est limitée par Černíkovice au nord, par Rychnov nad Kněžnou à l'est, par Libel au sud, et par Hřibiny-Ledská et Lično à l'ouest.

## Histoire
La première mention écrite de la localité date de 1360 .